# Claude Troisgros
Pour les articles homonymes, voir Troisgros (homonymie).
 (février 2019).
Si vous disposez d'ouvrages ou d'articles de référence ou si vous connaissez des sites web de qualité traitant du thème abordé ici, merci de compléter l'article en donnant les références utiles à sa vérifiabilité et en les liant à la section « Notes et références ».
Claude Troisgros, né le 9 avril 1956 à  Roanne, est un chef français vivant à Rio de Janeiro, au Brésil. 
Il est le fils du célèbre chef Pierre Troisgros qui, avec son frère Jean, faisait partie d'un des pionniers de la nouvelle cuisine dans les années 1970, influencée par Fernand Point.

## Biographie
Claude Troisgros dirige quatre restaurants à Rio de Janeiro : Olympe, 66 Bistrô, CT Brasserie et CT Boucherie. Il fut également copropriétaire du restaurant Caviar & Banana de New York et est chef exécutif / consultant au Blue Door Restaurant de l'hôtel Delano à Miami. 66 Bistrô a récemment fermé pour ouvrir un autre magasin CT Boucherie. 
Troisgros est un chef reconnu au Brésil, où il anime sa propre émission de télévision, Que Marravilha! sur la chaine câblée GNT. L'émission prend la forme d’un magazine, avec des recettes, des reportages de téléréalité et des carnets de voyage.
Lors des Jeux Olympiques de Rio en 2016, il réalise avec son fils Thomas le dîner d'arrivée de François Hollande.
Depuis octobre 2019, il anime Mestre do sabor, une émission de téléréalité culinaire sur la chaîne Globo,.